# マンスター伯爵
マンスター伯爵（マンスターはくしゃく、英語: Earl of Munster）は、アイルランド王国と連合王国の伯爵位。アイルランド貴族として1度、連合王国貴族として1度創設された。

## 歴史

### 第1期（1789年）
1789年5月20日、イギリス国王ジョージ3世(1738-1820)の三男ウィリアム王子(1765-1837)がアイルランド貴族であるマンスター伯爵とグレートブリテン貴族であるクラレンス＝セント・アンドルーズ公爵に叙された。1830年6月26日にウィリアム王子がウィリアム4世として連合王国国王に即位すると、爵位は王領に統合された。

### 第2期（1831年）
1831年5月12日、ウィリアム4世の庶子でイギリス陸軍の軍人であるジョージ・オーガスタス・フレデリック・フィッツクラレンス(1794-1842) は連合王国貴族であるテュークスベリー男爵、フィッツクラレンス子爵、マンスター伯爵に叙された。叙爵以降の初代伯爵ジョージはロンドン塔総督、ウィンザー城総督、枢密顧問官を歴任した。初代伯爵の曽孫にあたる5代伯爵ジェフリー・ウィリアム・リチャード・ヒュー・フィッツクラレンス(1906-1975) は保守党の貴族院院内幹事、主計長官を歴任し、晩年にはサリー統監を務めた。しかし、6代伯爵の息子にあたる7代伯爵アンソニー・チャールズ・フィッツクラレンス(1926-2000) は2人の妻との間で女子しかもうけず、2000年に死去すると爵位は廃絶した。

## マンスター伯爵（第1期、1789年）
- 初代クラレンス＝セント・アンドルーズ公爵・初代マンスター伯爵ウィリアム王子（1765年 – 1837年）
  - 1830年、ウィリアム4世として連合王国国王に即位、爵位は王領に統合された。

## マンスター伯爵（第2期、1831年）
- 初代マンスター伯爵ジョージ・オーガスタス・フレデリック・フィッツクラレンス（英語版）（1794年 – 1842年）
- 第2代マンスター伯爵ウィリアム・ジョージ・フィッツクラレンス（1824年 – 1901年）
  - フィッツクラレンス子爵エドワード・フィッツクラレンス（1856年 – 1870年）
- 第3代マンスター伯爵ジェフリー・ジョージ・ゴードン・フィッツクラレンス（1859年 – 1902年）
- 第4代マンスター伯爵オーブリー・フィッツクラレンス（1862年 – 1928年）
- 第5代マンスター伯爵ジェフリー・ウィリアム・リチャード・ヒュー・フィッツクラレンス（1906年 – 1975年）
- 第6代マンスター伯爵エドワード・チャールズ・フィッツクラレンス（1899年 – 1983年）
- 第7代マンスター伯爵アンソニー・チャールズ・フィッツクラレンス（英語版）（1926年 – 2000年）（2000年にマンスター伯爵位廃絶）